# Sok
Sok je brezalkoholna pijača, ki jo pridobivamo tako, da stiskamo ali sočimo sadje.Samo pijačo s stoodstotnim sadnim deležem lahko imenujemo sok.  
Glede na vrsto sadja poznamo:
- jagodni sok
- jabolčni sok ali jabolčnik
- hruškov sok
- marelični sok
- breskov sok
- grozdni sok
- borovničev sok
- grozdni sok ali mošt

## Bistri in motni sokovi
Praviloma obstajata dve vrsti sokov, bistri in motni. Bistri sokovi so tisti, ki se pridobivaja z bistrenjem in filtriranjem sadnega soka in imajo manjši delež sadja. Motni sokovi se pridobivajo s filtriranjem sadnega soka z dodajanjem delcev sadja. Zato imajo običajno usedlino, ki pa z mešanjem izgine. Sokovom lahko dodajajo emulgatorje, ki soku dodajo ustrezno obarvanost in okus. Nekaterim sokovom dodajo konzervanse, nekaterim pa sladkor. 

## Uporaba
Sok se lahko uporablja tudi za mešanje coctailov. Sok je treba po postopku stiskanja ali sočenja pravilno stabilizirati, saj sicer pride do alkoholnega vrenja in nastanejo razne alkoholne pijače.